# گروه کر
یک گروه کُر، کُرال یا گروه هم‌سرایان، گروهی موسیقایی متشکل از خوانندگان است. البته باید در نظر داشت موسیقی کرال، به قطعاتی گفته می‌شود که برای اجرای چنین گروهی نوشته می‌شود.
به گروهی از خوانندگان که اجرای گروهی دارند، گروه کر یا گروه هم‌سرایان گفته می‌شود. اصطلاح گروه کر غالباً به گروه‌های وابسته به کلیسا گفته می‌شود؛ (فارغ از این که جزء اعضای اصلی گروه کر هستند یا نه)، و دسته دوم به گروه‌هایی اشاره دارد که در سالن‌های کنسرت یا تئاتر به اجرا می‌پردازند. البته این تفاوت چندان سخت‌گیرانه نیست. اصطلاح «کر» در شکلی دیگر به معنای زیرمجموعه‌ای از اجرای دسته‌جمعی به کار می‌رود. بدین‌ترتیب ممکن است به عباراتی مانند «کر سازهای بادی-چوبیِ» ارکستر، یا «کرهای» گوناگون مجموعه‌ای از صداها یا سازها در ساخته‌ای پلی‌کرال بربخوریم. در اوراتوریوها و مس‌های معمول سده‌های هجدهم تا بیست و یکم، از واژه گروه کر یا همسرایان برای نشان دادن وجود بیش از یک خواننده در هر بخش برای مقایسه با کوارتت تک‌خوان‌هایی نیز که در این کارها وجود دارد، به کار می‌رفته و می‌رود.
یک گروه کر می تواند زیرمجموعه یک گروه باشد. بنابراین از "کر بادی چوبی" یک ارکستر یا "کر"های مختلف صداها یا سازها در یک ترکیب چند کرال صحبت می شود. در اواتوریوها و توده‌های معمولی قرن ۱۸ تا ۲۱، «کر» یا «کر» به این معناست که در هر قسمت بیش از یک خواننده وجود دارد، برخلاف گروه تک‌نوازانی که در این آثار نیز حضور دارند.

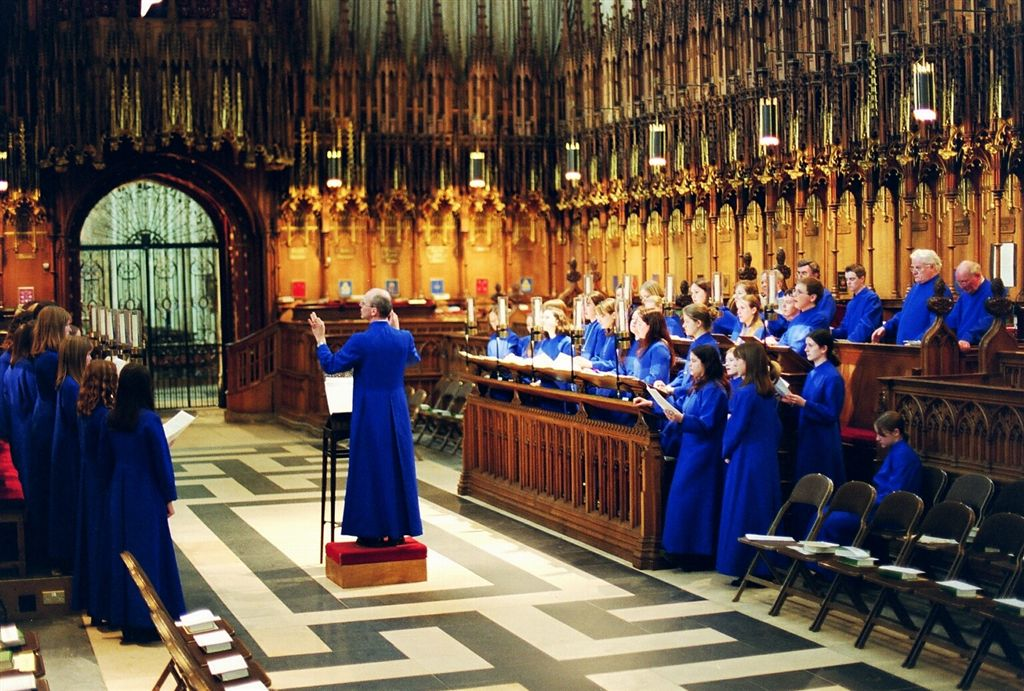
نیایش شامگاهی در بست کلیسای یورک مینیستر. تصویر گروه کر در جایگاه‌های خراطی شده.

## ساختار گروه‌های کر
رهبری گروه‌های کر غالباً توسط یک رهبر ارکستر یا کُرمایْستِر (رهبر گروه کر) انجام می‌گیرد. اغلب گروه‌های کر شامل چهار بخش هستند تا خواندن را در هارمونی چهاربخشی انجام دهند. اگرچه در صورتی که خواننده‌هایی برای خواندن بخش‌های بیشتر وجود داشته باشد، هیچ‌گونه محدودیتی در تعداد بخش‌های ممکن وجود ندارد. به عنوان مثال، توماس تالیس موتتی ۴۰ بخشی با نام Spem in alium برای هشت گروه کر با پنج صدا برای هر گروه نوشت؛ یا قطعه Stabat Mater اثر کشیشتف پندرتسکی، برای سه گروه کر با ۱۶ صدا برای هر گروه نوشته شده‌است؛ یعنی در مجموع ۴۸ بخش. علاوه بر چهار بخش، سه، پنج، شش و هشت بخش از معمول‌ترین تعداد بخش‌ها در یک گروه کر هستند.
گروه‌های کر هم توانایی خواندن با همراهی ساز را دارند و هم بدون آن. آواز بدون آکومپانیمان، آواز آکاپلا نام دارد (اگرچه هیئت مدیره انجمن کرال آمریکا (ACDA) این نوع استفاده از آکاپلا را به معنای عدم همراهی مناسب نمی‌داند، چرا که آکاپلا اشاره به آوازی دارد که در «کلیساها» اجرا می‌شود و امروزه آواز بدون همراهی موسیقایی بیشتر حالتی سکولار و غیرمذهبی دارد). سازهای همراهی‌کننده گروه کر می‌توانند گستره بسیار متفاوتی داشته باشند؛ از یک ساز گرفته تا یک ارکستر کامل. برای تمرینات گروه کر معمولاً از یک پیانو یا ارگ استفاده می‌شود، حتی اگر سازهای متفاوتی برای اجرا در نظر گرفته شده باشد یا گروه کر در حال تمرین قطعات بدون ساز باشد.

## در مراسم پرستش

### همراهی

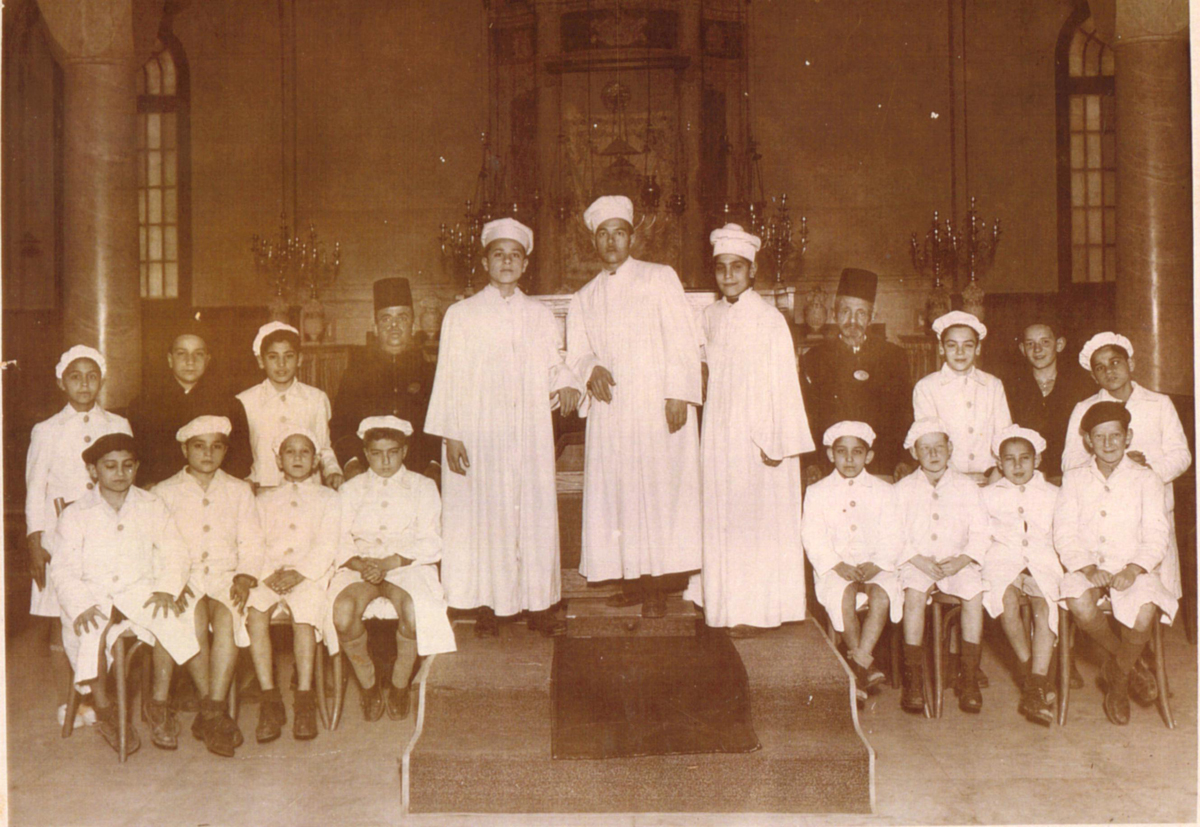
گروه کر رابین موشه کوهن، یهودیان مصری اسکندریه در کنیسه ساموئل مناشه. اسکندریه، مصر.

کلیساهای ارتدکس شرقی، برخی از گروه‌های پروتستان آمریکایی و کنیسه‌های یهود، از هیچ‌سازی استفاده نمی‌کنند. ساز همراهی‌کننده در کلیساهای مناسک لاتین (غربی) معمولاً ارگ است، اگرچه کلیسای Moravian در بخش آمریکای استعماری، از گروه سازهای زهی و بادی استفاده نمودند. کلیساهای زیادی که مراسم پرستش خود را در قالب معاصر برگزار می‌کنند، از گروه موسیقایی تقویت شده کوچکی برای همراهی آوازخوانان استفاده می‌نمایند؛ و در کلیساهای کاتولیک رومی با نظر مسئولان خود، ممکن است همراهی ارکستری دیگری را نیز به کار گیرند.

### کاربرد در تشریفات مذهبی
علاوه برخواندن آواز که حاضرین در کلیسا در انجام آن شرکت می‌کنند؛ به عنوان مثال: اجرای سرودهای مذهبی یا موسیقی تشریفاتی (آیینی)، بعضی از گروه‌های کر کلیساها هنوز هم به اجرای آثار مناجات‌گونه می‌پردازند. از میان این قطعات می‌توان به Proper اشاره نمود (proper خود شامل آنتی‌فون‌هایی با نام‌های introit, gradual و communion است که ممکن است با مناسبت‌های گوناگون سال عبادی تغییر کنند). از اصلی‌ترین این کلیساها می‌توان به کلیساهای کاتولیک و انگلیسی اشاره کرد؛ هر چند معمول‌ترین قطعات اجرا شده در کلیساها برای تشریفات خاص، موتت و نیز Anthem (سرودهای کوتاه مذهبی) در زمان‌های از پیش تعیین شده‌است.

### کاربردهای معاصر
گرچه بسیاری از کلیساهای معاصر خواننده‌ها را جایگزین گروه کر کرده‌اند، ولی برخی کلیساها گروه‌های کری را به خدمت می‌گیرند که به تقویت صدای خواننده‌ها پرداخته و در هر دو گروه مردان و زنان از دامنه صدایی آلتو، تنور، سوپرانو برخوردارند. بر خلاف کلیساهای سنتی، اعضای این گروه‌ها به همراه آهنگ دست زده، دستان خود را بالا برده و حتی بر روی سکو می‌رقصند، با این هدف که حاضرین در کلیسا را نیز به انجام همین کارها تشویق کنند. برخی از این گروه‌ها حتی رهبر نیز ندارند.

### انواع گروه‌های کر
- گروه‌های کر مختلط (صداهای مردان و زنان). این نوع را می‌توان معمول‌ترین گروه کر دانست که معمولاً شامل چهار صدای سوپرانو، آلتو، تنور و باس است که غالباً از آن با شکل مخفف SATB یاد می‌کنند. بیشتر اوقات یک یا دو صدا به دو گروه تقسیم می‌شود؛ به عنوان مثال زمانی SSAATTBB داریم که هر صدا به دو بخش تقسیم شود و SATBSATB هنگامی پیش می‌آید که گروه کر به دو گروه چهاربخشی نیمه مستقل تقسیم شده باشد. گهگاه صدای باریتون نیز مورد استفاده قرار می‌گیرد که در این صورت آن بخش توسط باس‌هایی که توانایی اجرای محدوده فراتر از باس را دارند اجرا می‌شود (و آن را به شکل SATBarB نشان می‌دهند). در گروه‌های کر کوچکتر که مردان کمتری در اجرا شرکت دارند، با تنظیمی متفاوت متشکل از بخش‌های: سوپرانو، آلتو و باریتون (SAB)، گروه اندک مردان می‌توانند تنها در یک بخش به خوبی نقش باس‌ها و تنورها را بر عهده گیرند.
- گروه کر مردان،[و ۱۲] متشکل از صداهای SATB همانند آنچه در گروه کر مختلط وجود دارد، با این تفاوت که پسران بخش بالایی را می‌خوانند (که آن‌ها را تریبل[و ۱۳] یا سوپرانوی پسرانه[و ۱۴] می‌خوانند) و مردان نیز بخش آلتو را به شکل فالستو[و ۱۵] می‌خوانند که به این نوع صدا کنترتنور[و ۱۶] می‌گویند. این شکل از گروه کر معمولاً در کلیسای جامع انگلیس یافت می‌شود.
- گروه کر زنان، که معمولاً شامل دو بخش از صداهای سوپرانو و آلتو است که غالباً با شکل کوتاه‌شدهٔ SSAA نشان داده می‌شود؛ یا ممکن است گروه شامل سوپرانو I، سوپرانو II و آلتو باشد که در آن‌صورت SSA خوانده می‌شود.
- گروه کر مردان[و ۱۷] یا همسرایان مرد،[و ۱۸] که معمولاً از دو تنور، یک باریتون و یک باس تشکیل می‌شود، که غالباً آن را به شکل TTBB نمایش می‌دهند (و یا ATBB، در صورتی که بخش بالایی در محدوده صدایی آلتو به شکل فالستو خوانده شود. ممکن است فرم ATBB در بعضی از آثار موسیقایی کوارتت باربرشاپ[و ۱۹] مشاهده شود).
- گروه کر بچه‌ها که غالباً دوبخشی (SA) و سه بخشی (SSA) است و گاهی صداهای بیشتری نیز دارد. این شامل گروه‌های کر پسران نیز می‌شود.

گروه‌های کر را بر پایه نهادی که گروه در آنجا به فعالیت می‌پردازد نیز، دسته‌بندی می‌کنند:
- گروه‌های کر کلیسا
- گروه‌های کر دانشگاهی و دانشکده‌ای
- گروه‌های کر جمعی (متشکل از کودکان یا بزرگسالان)
- گروه‌های کر حرفه‌ای مستقل، (مانند: گروه Anúna) یا گروه‌های با پشتیبانی دولت (مانند: خوانندگان BBC، گروه ملی کر مجلسی ایرلند، گروه کر مجلسی کانادا،[و ۲۰] گروه کر رادیو سوئد)

- گروه‌های کر مدرسه‌ای

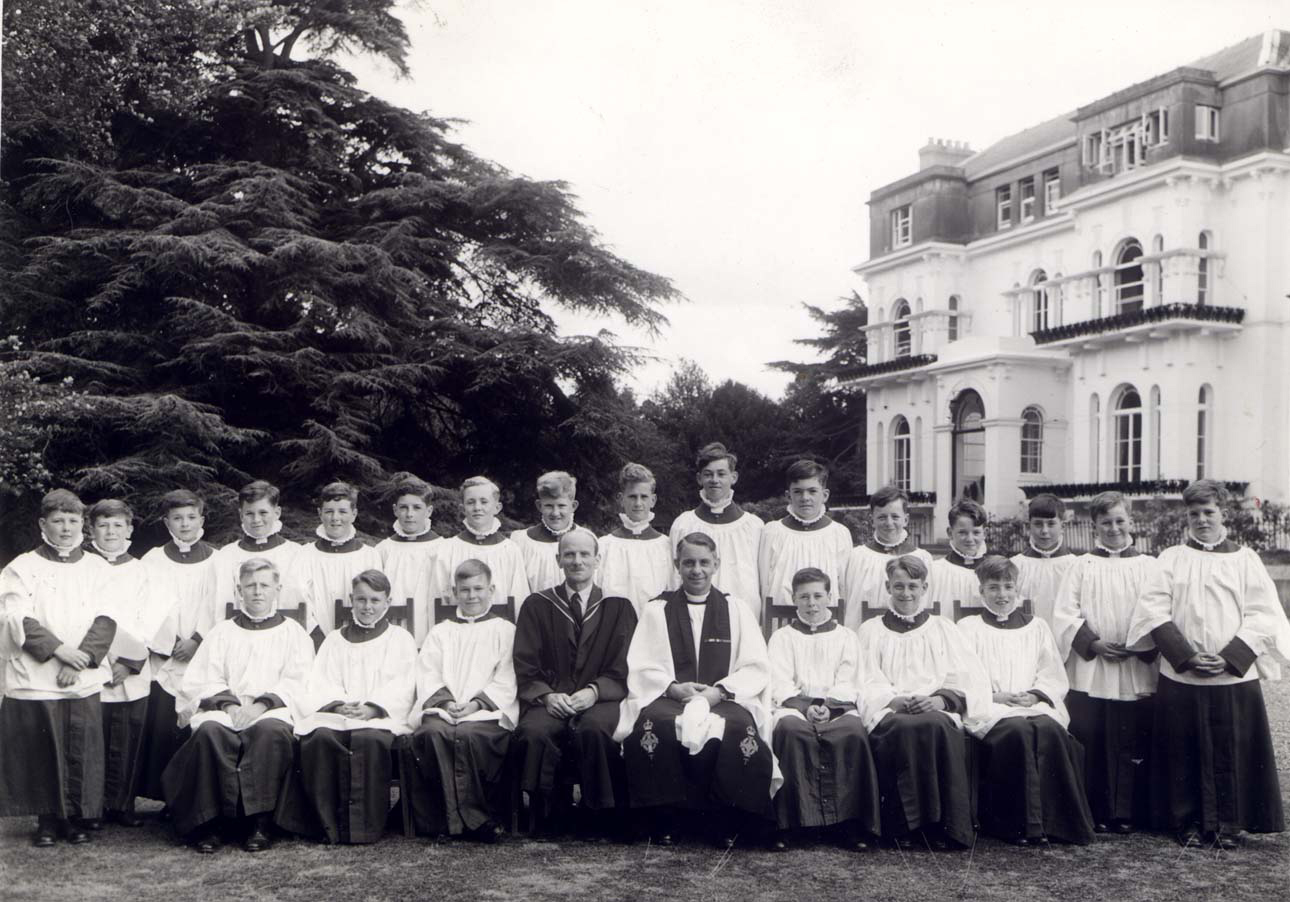
یک گروه کر مدرسه‌ای

- گروه‌های کر اشاره‌گر (متشکل از اعضای ناشنوا یا شنوا) که از زبان اشاره به جای صدا استفاده می‌کنند.
- گروه‌های کر ترکیبی آوازی و اشاره‌گر که هم از زبان اشاره و هم آواز استفاده می‌کنند و برای هدایت گروه از مربی حرکات و مدیر موسیقی کمک گرفته می‌شود.

برخی از گروه‌های کر را بر اساس موسیقی‌ای که اجرا می‌نمایند، دسته‌بندی می‌کنند، مانند:
- گروه‌های کر سمفونیک
- گروه‌های کر باخ
- گروه‌های کر جز آوازی
- گروه‌های کر نمایشی که اعضای گروه در آن می‌رقصند و می‌خوانند، که غالباً تا حدی شبیه به اجراهای موزیکال است.
- گروه‌های کر Gospel
- موسیقی باربرشاپ

## آرایش اعضا بر روی صحنه

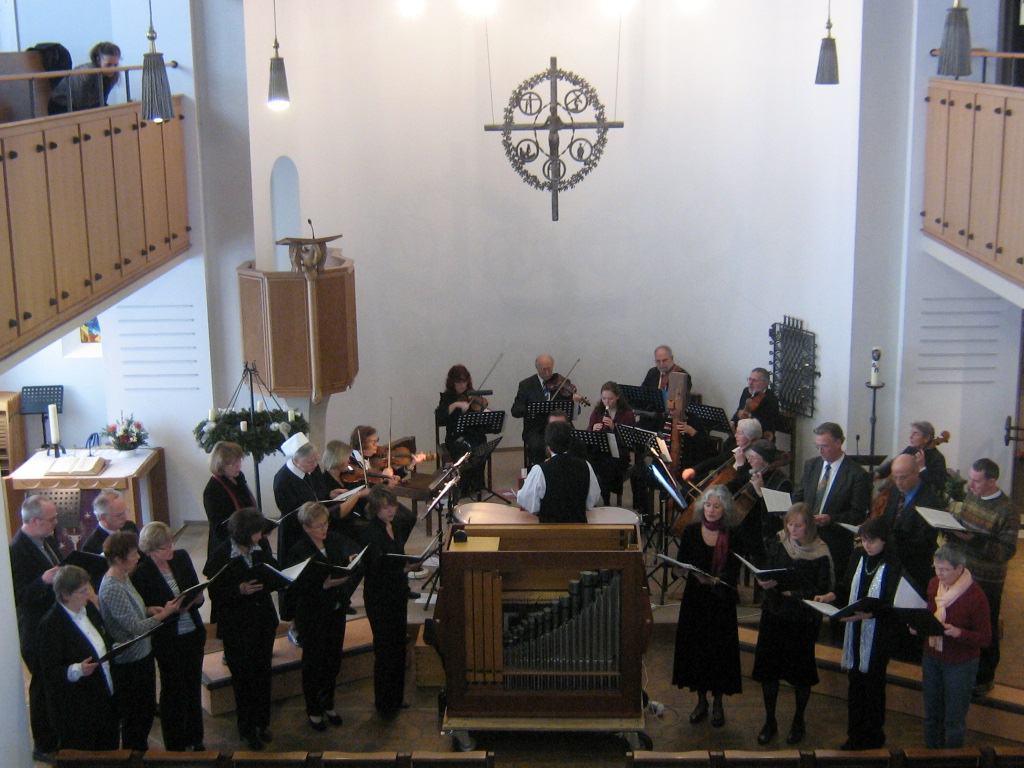
گروه آلمانی Kantorei در برابر ارکستر

دربارهٔ چگونگی آرایش بخش‌های مختلف اعضای گروه کر بر روی صحنه، مکتبهای فکری گوناگونی وجود دارد. در گروه‌های کر سمفونیک، معمول است گروه در پشت ارکستر، مطابق با چیدمان استاندارد گروه سازهای زهی، یعنی از زیرترین تا بم‌ترین صدا و از چپ به راست قرار گیرند. هرچند این چینش به هیچ وجه جهان‌شمول نیست. در قطعاتی که پیانو ساز همراهی‌کننده است یا آواز آکاپلا، به‌طور معمول مردان در قسمت عقب و زنان جلوی آن‌ها قرار می‌گیرند. البته برخی از رهبران ترجیح می‌دهند باس‌ها پشت سر سوپرانوها قرار گیرند، با این استدلال که صداهای بیرونی باید یکدیگر را تعدیل کنند.
در گروه‌های کر حرفه‌ای‌تر، غالباً تمام گروه‌های صدایی به صورت مختلط قرار می‌گیرند. طرفداران این شیوه، علت استفاده از آن را در این نکته می‌دانند که هر خواننده در گروه می‌تواند آسان‌تر صدای دیگر اعضا را شنیده و صدای خود را با آنان وفق دهد، ولی در این صورت از هر خواننده انتظار می‌رود کمتر به دیگر اعضای بخش خود وابسته باشد. مخالفان این روش اعتقاد دارند با این آرایش تفکیک مکانی هر خط صدا از بین رفته که خود یک ویژگی ارزشمند برای شنوندگان به‌شمار می‌آید. از سوی دیگر این کار باعث حذف رزونانس محلی شده که کاهش حجم مؤثر گروه کر را در پی دارد.
در آثار موسیقایی که دو یا چند گروه کر در آن شرکت دارند، معمولاً اعضای هر گروه کر با یکدیگر هستند، و گاهی به شکلی معنی‌دار از یکدیگر جدا می‌گردند؛ به ویژه در اجراهای موسیقی قرن شانزدهم. برخی از آهنگسازان عقیده دارند که گروه‌های کر حتماً باید از هم تفکیک شوند؛ مانند رکوئیم جنگ اثر: بنجامین بریتن.
در این میان، فاصله خوانندگان از یکدیگر نیز مورد توجه بوده‌است. مطالعات صورت‌گرفته در این زمینه نشان داده‌اند نه تنها آرایش حقیقی، بلکه مقدار فضای پهلویی و فراگیر، دریافت صدا را برای آوازخوانان و شنوندگان تحت تأثیر قرار می‌دهد.

## مهارت‌های مورد نیاز خوانندگان گروه کر
- خواننده‌های گروه کر از نظر توانایی‌ها و اجراهایشان بسیار متفاوتند. بهترین خواننده‌های یک گروه کر (در مقایسه با دیگر اعضا) از مهارت‌های زیر برخوردارند:
- دقت در خواندن نت خواسته شده (با زیر وبم درست و ژوست)، به همراه تمبر (رنگ) صدایی که مکمل دیگر خوانندگان باشد؛
- دقت در خواندن با حجم کنترل‌شده صدا که با نشانه‌های دینامیکی مشخص‌شده در برگه نت یا تعیین‌شده توسط رهبر، و پرهیز از خواندن با صدای بلند که به شکل محسوسی به عنوان صدایی انفرادی از میان بخش خود شنیده شود؛
- دیدخوانی بسیار روان؛[ی ۵]
- دقت در خواندن و تلفظ و رعایت سبک تلفظی که مربی زبان تعیین کرده‌است، در هر زبانی که می‌خواهد باشد. این مورد شامل: بیان صحیح، زمان‌بندی درست واکه (مصوت)های ساده و مرکب و قراردهی درست صامت ها؛
- درک و تفسیر موسیقی و بازتاب آن درک در تولید صدایی آن اثر؛
- کاملاً آماده و گوش‌به‌زنگ بودن برای مدتی طولانی، و نظارت دقیق بر آنچه در جلسه تمرین یا اجرا می‌گذرد؛
- نظارت هر فرد بر چگونگی خواندن خود، یافتن اشتباهات و تلاش برای تصحیح آن‌ها به مرور زمان؛
- پذیرش راهنمایی و پیشنهادهای دیگر اعضای گروه به نفع کل گروه، حتی هنگامی که خواننده از نظر زیبایی‌شناسی با آن نکات موافق نیست؛
- ارائه صدایی سالم و خوشایند با به‌کارگیری شگردهای مناسب آوازی؛
- خواندن با استفاده از مصوت‌ها و ردیابی صداها برای انطباق با گروه؛

در این میان، خوانندگانی که گوش مطلق دارند هنوز نیازمند مهارت‌های دیگری هستند؛ از جمله:
خواندن قطعه در گامی متفاوت از گام اصلی قطعه؛ چرا که گروه‌های کر معمولاً قطعات را در حالت ترنسپوزشده می‌خوانند؛
هماهنگی با گروه، حتی در مواردی که گروه به صورت نامحسوسی از فرکانس مرجع تغییر تنالیته می‌دهد؛
دادن گام یا نواک آغازین به گروه که قطعه با آن آغاز می‌شود، که معمولاً در قطعات بدون همراهی روی می‌دهد.

## مرور تاریخی کلی موسیقی کرال

### روزگار باستان

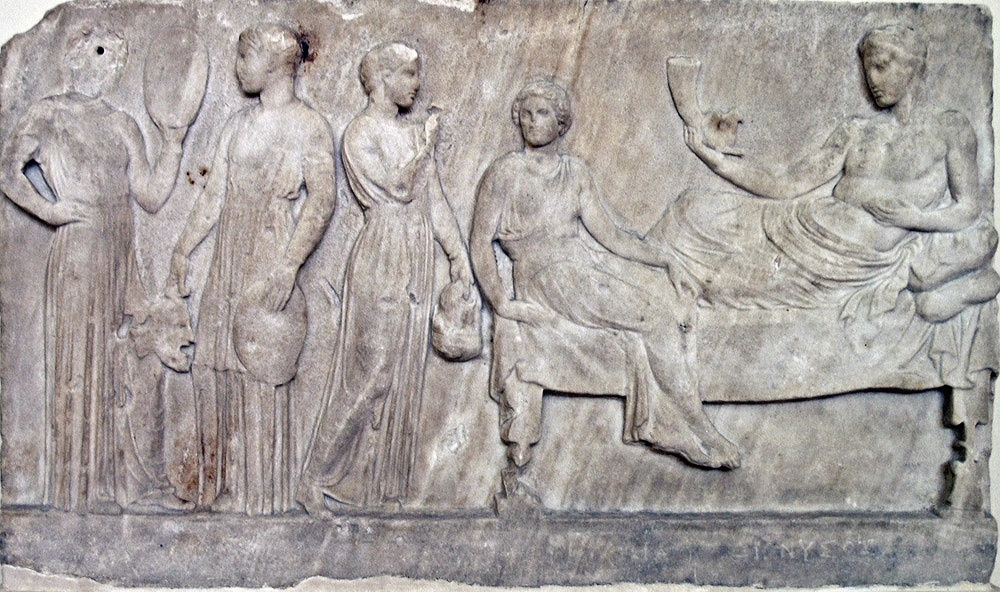
نقش برجسته، که اکنون در آتن قرار دارد. در این تصویر که احتمالاً نشان‌دهنده بخشی از نمایش باکای است، دیونیسوس به همراه چند بازیگر زن با ماسک و طبل در دست به تصویر درآمده‌اند.

خاستگاه موسیقی کرال را می‌توان موسیقی سنتی دانست، چرا که آوازخوانی در گروه‌های بزرگ بسیار در فرهنگ‌های کهن رواج داشته‌است. از این جمله می‌توان به آواز تک‌بخشی یا اونیسون اشاره کرد که در یونان باستان رایج بوده یا آوازهای چندبخشی همانند آنچه در موسیقی کرال معاصر اروپا دیده می‌شود که بر اساس قوانین هارمونی نوشته شده‌اند.
قدیمی‌ترین رپرتوار کرال ثبت شده خالی از ابهام که تا به امروز حفظ شده، از یونان باستان است. کامل‌ترین آثار به‌جامانده از آن دوره، سرودهای مذهبی دلفی از قرن دوم و سرودهای مذهبی Mesomedes از قرن دوم هستند. گروه اصلی کر یونان در درام یونانی به ایفای نقش می‌پرداختند و پاره‌ای از کارهای نمایش‌نامه‌نویسانی چون: اوریپید (نمایشنامه اورستس) و سوفوکلز (نمایشنامه آژاکس) که بر روی کاغذهای ساخته شده از پاپیروس به جا مانده‌اند. اثر گورنگاشت سیکیلوس نوشته شده در قرن دوم پیش از میلاد، کامل‌ترین اثر به جای مانده از آن دوران است (اگرچه به نظر می‌رسد قطعه برای اجرای سولو نوشته شده باشد). از نمونه‌های مورد توجه اخیر می‌توان به سرود مذهبی Oxyrhynchus (قرن دوم پیش از میلاد) به عنوان ابتدایی‌ترین موسیقی مسیحی اشاره کرد.
از موسیقی نمایش‌های رمی، فِرازی موسیقایی بر روی تک‌خطی از نمایش‌نامه هکیرا نوشته تِرِنس در قرن هجدهم پدیدار شد.
جستارهای وابسته: موسیقی باستانی

### موسیقی قرون وسطی

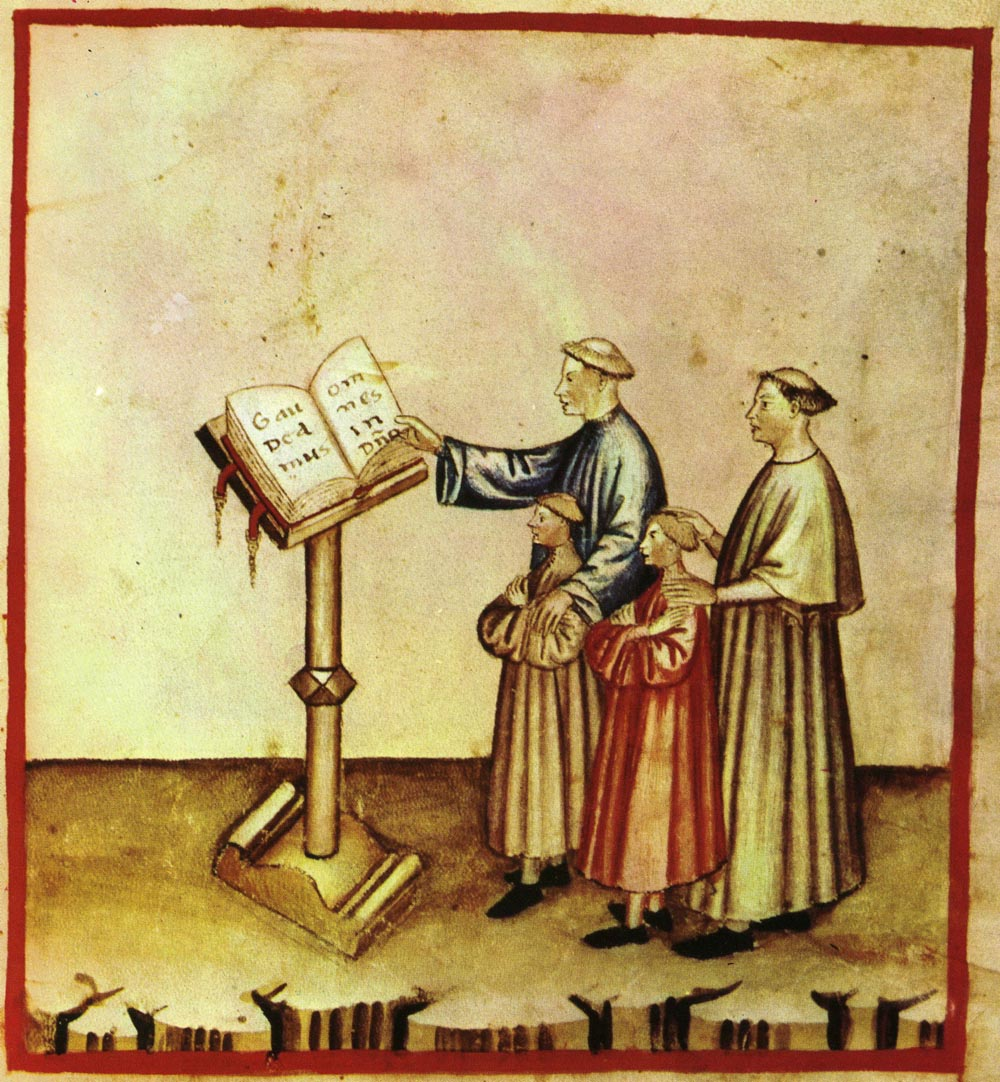
آوازخوانی در کلیسا، Tacuinum Sanitatis Casanatensis (قرن چهاردهم).

سرودهای گرگورین به همراه انواع اندک دیگری از سرودهایی که بعداً توسط کلیسای کاتولیک رده‌بندی (و یا گاهی توقیف) شدند، از قدیمی‌ترین قطعات موسیقی نت‌نویسی‌شده اروپای غربی است. آواز اونیسون در گروه کر، سنتی است که از حدود اواسط دوران زندگی سن اَمبروز (قرن چهارم) تا پاپ گرگوری کبیر (قرن ششم) آغاز شده و تا به امروز ادامه یافته‌است. در اواخر قرون وسطی، نوع جدیدی از خواندن با نام ارگانوم پدید آمد. این شیوه که شامل چندین بخش ملودیک بود، نقشی اصلی در برخی مناسبت‌ها را بازی می‌کرد؛ اگرچه در ابتدا این اثر پُلی‌فونیک تنها توسط سولیست‌ها خوانده می‌شد. پیشرفت‌های بعدی این تکنیک به ایجاد فرم‌هایی چون کلاوزوله، کندکتوس و موتت شد (برجسته‌ترین نوع آن، موتت ایزوریتمیک است)، که بر خلاف موتت‌های دوره رنسانس به قطعه‌ای با متون متفاوت که به‌طور هم‌زمان با صداهای مختلف خوانده می‌شود، اشاره می‌کند. نسخه خطی Old Hall،
اولین مدرک از پلی‌فونی با بیشتر از یک خواننده در هر بخش است (جمع‌آوری‌شده در سال ۱۴۲۰، اگرچه قطعات موسیقایی اواخر قرن چهاردهم را دربردارد). در این مجموعه دیویزه‌های آشکاری وجود دارد که یک بخش را به دو نت صدادهنده هم‌زمان تقسیم می‌کند.

### موسیقی رنسانس

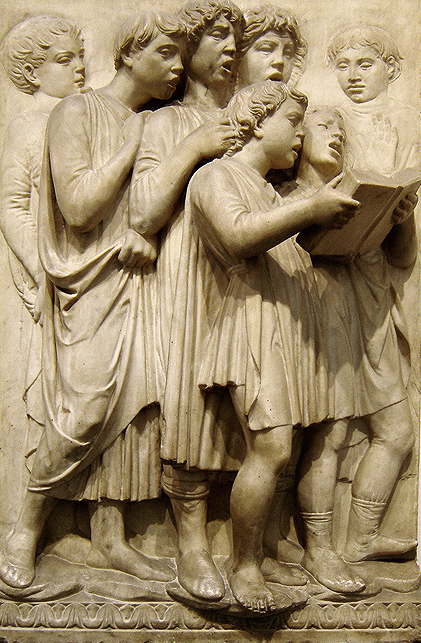
کانتوریای ساختهٔ لوکا دلا روبیا. Museo dell'Opera del Duomo, فلورانس.

موسیقی کرال مذهبی در دوره رنسانس، نوع عمده‌ای از موسیقی در اروپای غربی بود که به‌طور رسمی نت‌نویسی می‌شد. در سراسر این دوران، صدها مس و موتت (و همچنین فرم‌های گوناگون دیگری) برای گروه‌های کر آکاپلا تصنیف شد؛ اگرچه بحث‌ها و اختلاف نظرهایی بر سر نقش سازها در دوره‌های زمانی و حوزه‌های خاص وجود دارد. از آهنگسازان مشهورتر این دوره می‌توان به: دوفای، ژوسکن دِ‌پری، جووانی پیرلوئیجی دا پالسترینا، و ویلیام برد یاد کرد. قطعات کرال، افتخارات پُلی‌فونی دوره رنسانس به حساب می‌آمدند که توسط گروه‌های کر ممتاز و ورزیده، در سراسر اروپا به اجرا درمی‌آمدند. موسیقی کرال از این دوره تا به امروز که گروه‌های کر زیادی نیز وجود دارد، همچنان محبوب است.
مادریگال، پاره‌آهنگی که برای خواندن تازه‌کارها در اجراهای موسیقی مجلسی ایجاد شد، در این دوره شکل گرفت. اگرچه مادریگال‌های ابتدایی به شکل فضاهایی نمایشی برای اشعار عشقی یکطرفه و داستان‌های اساطیری در ایتالیا بودند، کاربرد آن‌ها پس از ورود به انگلیس و ادغام با فرم رقص مانند باله، در برپایی جشن‌ها و مناسبت‌هایی چون آهنگ‌های ملایم فصل و مهمانی‌های به صرف شام تغییر کرد. امروزه واژه مادریگال برای بیشتر انگلیسی‌ها به مورد دوم اشاره دارد تا معنای دقیق مادریگال که به قالبی شعری اشاره می‌کند که از خط‌هایی که هر کدام از هفت و یازده سیلاب تشکیل شده‌است.
تعامل صداهای آوازی در پلی‌فونی دوره رنسانس، موسیقی غرب را برای قرن‌ها تحت تأثیر قرار داد. آهنگسازان تا به امروز مرتباً به «شیوه پالسترینا» آموزش می‌بینند؛ به ویژه شیوه تدوین‌شده توسط یوهان جوزف فوکس، تئوریسین موسیقی قرن هجدهم. آهنگسازان اواخر قرن بیستم نیز با الهام از موسیقی آن دوره، آهنگ‌هایی به شیوه رنسانس نوشتند. به عنوان مثال هربرت هولز، مسی در مُد دوریَن نوشت که کاملاً به سبک رنسانس محض است و همچنین مس در سل مینور اثر رالف وان ویلیامز، بسط و گسترشی از این سبک است. رهبر و آهنگساز اطریشی، آنتون فون وبرن، مجموعه کُرالیس کُنستانتینوس اثر هینریش آیزاک را به عنوان موضوع پایان‌نامه خود انتخاب کرد و ممکن است تکنیک‌های کنترپوانی به کار رفته در موسیقی سریالیسمی‌اش، الهام‌گرفته از این تحقیقات باشد.

### موسیقی باروک
دوره باروک در موسیقی، با رشد و پیشرفت باس شماره‌ای، به همراه دست‌آوردهای چشمگیر در قلمرو موسیقی آوازی سولو مانند مونودی‌های انجمن فلورنتین کامراتا و اپرا شکل گرفت. این حرکت نو در حقیقت توسعه روال همراهی موسیقی کرال با ارگ بود که از پیش پایه نهاده شده بود، چه از روی صفحه نت کاسته‌شده بی‌جزئیات (که گاهی امکان بازسازی بخش‌های گم‌شده از آن ممکن بود) و چه از روی باسو سیگوئنته (باس زیر؛ بخشی متشکل از یک پنج خط حامل که بخش بم موسیقی را در خود دارد).
در این میان سبک جدید کنسرتاتوی آوازی پدید آمد که در آن صداها و سازها با یکدیگر ترکیب می‌شدند. شاید بتوان سرچشمه آن را در موسیقی پُلی‌کرال مکتب ونیزی جستجو کرد. کلودیو مونته‌وردی (۱۶۴۳–۱۵۶۷) از کسانی بود که با موسیقی‌هایی که برای عبادات شامگاهی نوشت و همچنین کتاب هشتم مادریگال هایش که استعداد و ظرافت بالایی از سوی هر دو گروه خواننده‌ها و نوازندگان می‌طلبد، این سبک را به کمال رساند. شاگرد وی، هینریش شوتز (۱۶۷۲–۱۵۸۵)، (که پیشتر نزد جووانی گابریلی آموزش دیده بود) این سبک جدید را به آلمانی‌ها معرفی کرد. در کنار موسیقی جدید seconda pratica، نوشتن موتت‌های کنترپوانی به سبک استایل آنتیکو یا سبک قدیم تا قرن نوزدهم نیز ادامه یافت.
باید به خاطر داشت که گروه‌های کر این زمان معمولاً بسیار کوچک بودند و می‌شد خوانندگان را از نظر مناسب بودن برای خواندن در کلیسا یا موسیقی‌های مجلسی دسته‌بندی کرد. اسناد موجود نشان می‌دهند مونته‌وردی که خود یک خواننده نیز بود، در اجرای مگنیفیکات‌هایش که در هر بخشش یک صدا بوده، شرکت داشته‌است.
همراهی مستقل سازی، فصل جدیدی را در موسیقی کرال باز کرد. Verse anthem‌ها، جانشین سولوهای همراهی‌شونده با بخش‌های کرال شدند؛ ارلاندو گیبنز و هنری پرسل از پرآوازه‌ترین آهنگسازان این سبک بودند. گرندموتت‌ها (ی افرادی مانند: ژان-باپتیست لولی و میشل ریچارد دلالانده) این بخش‌ها را به موومان‌های مجزا تفکیک کرد. اوراتوریو که توسط جاکومو کاریسیمی پایه‌گذاری شد، این انگاره را به کارهای در اندازه کنسرتی تبدیل کرد، که معمولاً بر اساس برداشت ضعیفی از داستان‌های کتاب مقدس بود.
اوج اوراتوریو را می‌توان در کارهای گئورگ فردریش هندل، به ویژه مسیحا و بنی‌اسرائیل در مصر یافت. در حالی که صدها گروه کر مدرن باید تا رشد جوامع کرال و کنسرت یادبود سده او صبر می‌کردند، می‌بینیم که هندل در همین حال از نیروهای اجراکننده گوناگونی استفاده کرده؛ از سولیست‌های Chandos Anthem گرفته تا گروه‌های بزرگتر (که بخش‌ها یا اندازه آن‌ها کاملاً با گروه‌های کر ارکسترهای مدرن متفاوت هستند):
 دیروز [ششم اکتبر] در کلیسای وست‌مینستر، تمرین سرود تاجگذاری برگزار شده بود که ساخت و تنظیم موسیقی آن به عهده مصنف مشهور، آقای هندل بوده‌است: در این قطعه ۴۰ خواننده و در حدود ۱۴۰ ویولن، ترومپت، ابوا، تیمپانی به‌طور متناسبی قرار داده شده بودند.. !— عرض نقل قول بر حسب پیکسل، ارتفاع نقل قول بر حسب پیکسل، نوریچ گازت، ۱۴ اکتبر ۱۷۲۷
آهنگسازان لوتری، به ساخت کانتاتاهایی با همراهی ساز پرداختند که اغلب بر اساس کرال (سرودهای مذهبی) بودند. اگرچه دیتریش بوکسته‌هود یکی از آهنگسازان برجسته این سبک بود، ولی عهده‌دار شدن ساخت کانتاتاهایی بر روی متن برای تمام سال کلیسایی آن هم تا نسل بعد کاری در اندازه‌های وسیع بود. تیله‌مان کانتاتاهای کرالی برای فرانکفورت نوشت (که بعداً نسخه‌های سولویی از آن با عنوان Harmonische Gottesdienst به چاپ رسید) و همین‌طور کریستف گراپنر به ساخت کانتاتاهای مناسبتی برای دارمشتات مشغول بود، ولی یوهان سباستین باخ (۱۷۵۰–۱۶۸۵) سهمی بزرگ و شگفت‌انگیز در این میان داشت: پس از مرگ وی، از پنج چرخه کامل از کانتاتاهایش سخن به میان آمده‌است، که سه چرخه از آن‌ها که نزدیک به ۲۰۰ کار می‌شود، امروزه شناخته شده‌است. این مقدار البته بدون در نظر گرفتن موتت‌ها، (البته باخ خود به ندرت از اصطلاح کانتاتا استفاده می‌کرد؛ در اینجا موتت به «موسیقی‌های کلیسایی» ساخته وی بدون همراهی ارکستر اشاره دارد، که البته سازها باید بر اساس ریتم و تمپوی خوانندگان بنوازند. پاسیون‌ها، مس‌ها، مگنیفیکات و کانتاتاهای باخ در زمره کارهای با همراهی‌سازی قرار می‌گیرند.

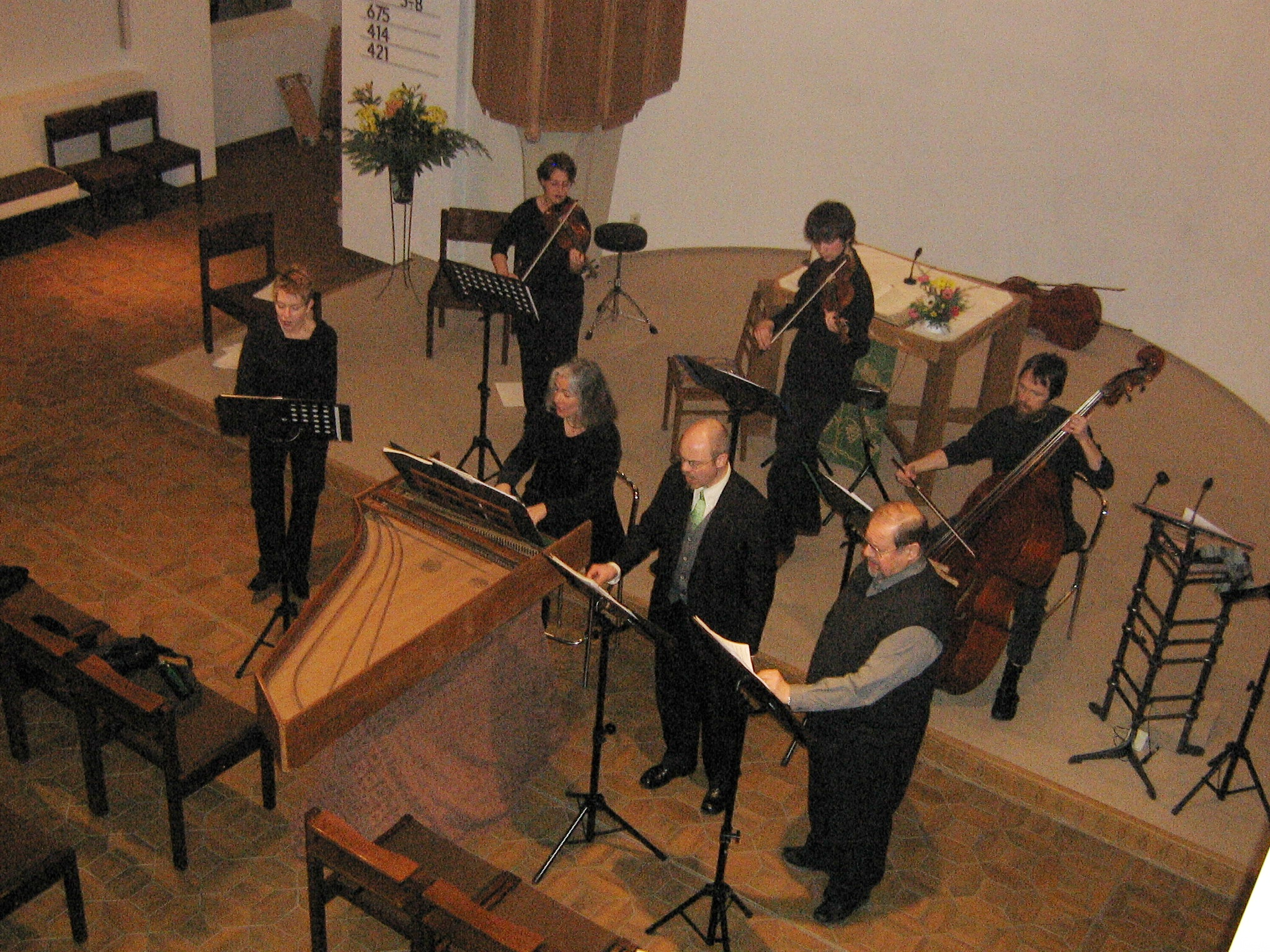
کانتات باروک چهارصدایی

یکی از موضوعات داغی که امروزه بحث زیادی بر سر آن است، به اصطلاح "نظریه ریفکین" است که به بررسی دوباره یادداشت معروف " Entwurff" می‌پردازد. باخ این یادداشت (اگرچه کوتاه ولی بسیار مهم برای یک موسیقی کلیسایی متعارف) را در سال ۱۷۳۰ به انجمن محلی لایپزیگ فرستاد و در طی آن درخواست در اختیار گرفتن دست کم ۱۲ خواننده را از آن‌ها کرد. نظر به مسئولیت باخ برای تدارک موسیقی چهار کلیسا و توانایی اجرای ساخته‌هایی برای گروه‌های کر دوبل با در دسترس داشتن یک خواننده برای هر بخش، جاشوا ریفکین این‌گونه استنتاج می‌کند که موسیقی باخ به سادگی با یک صدا برای هر بخش در ذهنش شکل می‌گرفت. مجموعه‌های اندکی از بخش‌های اجرای اصلی شامل ripieni هستند که به جای دو برابر کردن بی‌روح کوارتت آوازی، به آن استحکام می‌بخشد.

### موسیقی کلاسیک و رمانتیک
آهنگسازان اواخر قرن هجدهم مجذوب پتانسیل‌های نوی سمفونی‌ها و دیگر موسیقی‌های‌سازی شدند و عموماً موسیقی کرال را نادیده گرفتند. بهترین کارهای موتسارت عمدتاً شامل موسیقی‌های کرال وی نمی‌شود، مگر چند استثنا مانند آثار مس «بزرگ» در دو مینور و رکوئیم در رمینور. علاقه هایدن به موسیقی کرال در اواخر عمرش و در پی سفری به انگلستان در حدود سال ۱۷۹۰ بیشتر شد. وی در این سفر پس از شنیدن اوراتوریوهای متعددی از هندل که توسط ارکسترهای بزرگ اجرا شده بودند، از اوایل سال ۱۷۹۷ به نوشتن مجموعه‌ای از مس‌ها و همچنین دو اوراتوریوی بزرگش آفرینش و فصل‌ها مشغول شد. بتهوون تنها دو مس را در کارنامه خود دارد که هر دو برای تشریفات مذهبی کاربرد دارند؛ اگرچه اثر  میسا سولمنیس وی تنها برای بزرگترین مراسم مناسب است. او همچنین استفاده از گروه کر به عنوان بخشی از بافت ارکستر هارمونیک را با سمفونی نهم و کرال فانتازیای خود پایه‌گذاری نمود.
در قرن نوزدهم، موسیقی مذهبی از کلیساها رخت بربست و در سالن‌های کنسرت طنین‌انداز شد. بخش عمده آثاری که گروه‌های کر در این دوره اجرا می‌کردند اوراتوریوهایی بود که هندل و هایدن آفریده بودند. در این دوره انبوهی از آثار موسیقایی مذهبی ساخته شده بودند که مناسب کاربردهای کلیسایی نبودند؛ مانند: قطعه: Te Deum، رکوئیم از برلیوز و Ein deutsches Requiem ساخته برامس. استابات ماتر، روسینی، مسهای شوبرت و همچنین رکوئیم وردی شکوه و عظمت ایجادشده به وسیلهٔ همراهی‌سازی را در قطعات به کار گرفتند.
در این دوره اوراتوریوها که به وضوح تحت تأثیر مدل‌های ساخت هندل قرار داشتند، همچنان نوشته می‌شدند. L'Enfance du Christ اثر برلیوز، قطعات Elijah و St Paul نوشته مندلسون در این دسته از کارها قرار می‌گیرند. اگرچه شوبرت، مندلسون و برامس کانتاتاهایی غیرمذهبی نوشتند که از شناخته‌ترین‌شده این کارها می‌توان به Schicksalslied و Nänie ساخته برامس اشاره نمود.
تعداد اندکی از آهنگسازان به ساخت موسیقی آکاپلا ادامه دادند، به ویژه آنتون بروکنر که در مس‌ها و موتت‌هایش به شکلی شگفت‌آور کنترپوآن دوره رنسانس را با هارمونی کروماتیک در کنار یکدیگر قرار داد. مندلسون و برامس نیز موتت‌های آکاپلای پر معنی نوشتند.
رفته رفته توجه به گروه‌های کر آماتور (که عمدتاً مکانی برای ابراز احساسات اجتماعی بود) به عنوان امکانی موسیقایی برای اجرای part-songهای آوازی شوبرت، شومان، مندلسون، برامس و دیگران جدی تر می‌شد. شکل‌گیری چنین گروه‌هایی عمدتاً نتیجه تلاقی و گردهمایی‌های اجتماعی بود. این "کانون‌های آواز" غالباً برای گروه‌های مجزای خانم‌ها یا آقایان بود و موسیقی آن هم معمولاً برای چهار بخش نوشته می‌شد (از همین رو به آن آواز بخشی می‌گفتند) که یا آکاپلا بود یا با سازبندی ساده‌ای همراه بود. در همین هنگام جنبش سیسیلی دست به بازگردانی سبک ناب رنسانس در کلیساهای کاتولیک زد.

### قرن بیستم و بیست و یکم
موسیقی کرال نیز همانند دیگر ژانرهای موسیقی دوره‌ای از آزمایش و تحول را در طول قرن قرن بیستم تجربه کرد. در حالی که اندکی از آهنگسازان شناخته‌شده عمدتاً بر روی موسیقی کرال تمرکز کرده بودند، مهم‌ترین آهنگسازان اوایل سده نمونه‌های خوبی ساختند که به رپرتوار نیز افزوده شدند.
آهنگسازان اواخر دوره رومانتیک، همانند: ریشارد اشتراوس و سرگئی راخمانینف به گسترش این ژانر کمک کردند. مس در سل مینور اثر رالف وان ویلیامز یادآور سبک رنسانس است، در حالی که طراوت و چالاکی زبان‌های هارمونیک جدید را نیز به نمایش می‌کشد. او به تنظیم آهنگ‌های محلی انگلیسی و اسکاتلندی نیز پرداخت. قطعه Friede auf Erden ساخته آرنولد شونبرگ یک کالیدوسکوپ تونال است که مرکزیت تونال آن پی در پی جابجا می‌شود (دیگر اثر او، Verklärte Nacht برای خانواده سازهای زهی نیز به همان دوران بازمی‌گردد). آهنگساز اوکراینی میکولا لئونتویچ نیز به کشف راه‌های جدیدی برای هارمونیزه کردن و تنظیم قطعات فولکلور اوکراینی پرداخت و توانست شاهکارهایی چون Dudaryk و Shchedryk را بیافریند. قطعه شِدریک که از یک تم چهار نتی اُستیناتو بهره می‌گیرد، پس از اینکه به دست پیتر جِی. ویلخووسکی با نام کارول زنگ‌ها ترجمه شد، توانست به یک کارول محبوب کریستمس تبدیل شود.
ظهور آتونالیته و دیگر سیستم‌ها و تکنیک‌های هارمونیک غیرسنتی در قرن بیستم نیز، بر موسیقی کرال تأثیر گذاشتند. در این سال‌ها، موسیقی سریالی در کرال‌های ساخته آرنولد شونبرگ از جمله: سرود "Dreimal Tausend Jahre" به نمایش گذاشته می‌شود، در حالی که سبک خاص آهنگساز در استفاده از تکنیک «آواز نزدیک به صحبت کردن» در سرود مذهبی "De Profundis" آشکار است. نوع متمایز زبان مُدال پل هیندمیت چه در مس‌های آکاپلا و چه در شش شانسون او بر روی اشعاری از ریلکه نمود پیدا می‌کند. اگرچه او در رکوئیم سکولار خود به نام "When Lilacs Last in the Dooryard Bloom'd", سبک کنترپوان دیسونانسی را ارائه می‌دهد. این کنترپوان دیسونانسی را در "Cinq Rechants", اثر الیویه مسیان که بازگوکننده داستان تریستان و ایزولده است، می‌توان دید. تنظیم‌های سرود مذهبی توسط چارلز آیوز، غیرقابل‌مقایسه بودن زبان هارمونیک رادیکال وی را نشان می‌دهد. خوشه‌های صوتی و عناصر اتفاقی در موسیقی‌های کرال ساخته کشیشتف پندرتسکی، خالق «پاسیون سن لوقا»، نقش برجسته‌ای را بازی می‌کنند. این مورد دربارهٔ جورج لیگتی نیز صادق است؛ از ساخته‌های وی می‌توان رکوئیم و نور جاودان را نام برد. میلتون بابیت سریالیسم کامل را وارد کارهای کرال کودکان ساخت. در همان دوره دنیل پینکهام قطعاتی برای کر و نوار الکترونیکی نوشت. در قطعات سرود پاندا و سرود فضانورد، مردیت مانک با تنظیم غیرمتعارف موسیقی برای متن این قطعات، در جستجوی نت‌های هارمونیک است. قطعاتی که چنین لحن ناآشنایی دارند، دشوار بوده و به ندرت توسط آماتورها اجرا می‌شوند، ولی به هر حال این قطعات جای خود را در رپرتوار گروه‌های کر حرفه‌ای و نیمه‌حرفه‌ای سرتاسر جهان پیدا کرده‌اند.
از سبک‌های در دسترس‌تر موسیقی کرال می‌توان به آثاری از بنجامین بریتن، از جمله: رکوئیم جنگ و آهنگ‌های پنج گل و شادی در بره اشاره کرد. موتت‌هایی برای کریسمس، گلوریا و مس در سل ماژور از ساخته‌های فرانسیس پولنک غالباً اجرا می‌شوند. کارل ارف نمونه‌ای کهن‌گرا را در کانتاتای کارمینا بورانا به نمایش می‌کشد که بسیار نیز اجرا شده‌است. آهنگسازانی از ایالات متحد مانند: آرون کوپلند، ساموئل باربر و رندال تامپسون نیز قطعاتی نوشتند که کاملاً می‌توان رنگ و بوی آمریکایی آن‌ها را تشخیص داد. آهنگسازانی از اروپای شرقی همچون بلا بارتوک و زولتان کدای مقدار اندکی موسیقی برای گروه‌های کر نوشتند. مس برای گروه کر دوبل ساخته فرانک مارتن که به پراجراترین اثر این آهنگساز تبدیل شده‌است، با زبان هارمونیک مدرن متمایزش، کیفیت (مدالیته) و کنایه را با فرم‌های قرون وسطایی و رنسانس ترکیب می‌کند.
گروه به اصطلاح «مینیمالیست‌های مذهب گرا» را آروو پارت معرفی نمود. برخی از ساخته‌های او چون: مگنیفیکات و پاسیون یوحنا غالباً اجرا شده‌اند. آهنگسازانی دیگر، چون جان تِونر (خالق اثر آهنگی برای آتنا) و هنریک گورتسکی (آهنگساز Totus Tuus) نیز این عنوان را دارند. مینی‌مالیسم و پسا مینی‌مالیسم آمریکایی را می‌توان در کارهای آهنگسازانی چون استیو رایش در قطعه موسیقی صحرا و اقتباس‌های کرال از روی اپرای «انیشتین بر روی ساحل» فیلیپ گلس جستجو کرد. در این میان می‌توان از آهنگسازانی دیگر چون جان آدامز خالق اپرای «مرگ کلینگوفر» و دیوید لَنگ، صاحب اثر مصائب دخترک کبریت فروش، برنده جایزه پولیتزر یاد کرد.
با آغاز قرن بیست و یکم، موسیقی کرال دوباره مورد توجه واقع شد که بخشی از آن را می‌توان به دلیل علاقه ایجاد شده به سبک کارهای کرال قابل دسترس و نفوذ آهنگسازان معروف و خلاقی چون اریک ویتاکر، دانست. می‌توان تأثیرات چندفرهنگی را در پاسیون سن مَرقُس ساخته اُزوالدو گُلیخُف حس کرد؛ وی در ساخت این اثر شیوه باخ در نوشتن پاسیون را با موسیقی خیابانی آمریکای لاتین درهم آمیخته‌است. چن یی نیز در کانتات افسانه‌های چینی، ملودی‌های سنتی چینی را که با سازهای اصیل چینی نواخته می‌شوند، با زبان و سبک آتونال ترکیب می‌نماید. علت شهرت برخی آهنگسازان را می‌توان ساخته‌های کرال آنان دانست، که به عنوان یکی از بهترین نمونه‌های شناخته‌شده از این دست می‌توان به آهنگساز بسیار محبوب جان راتر اشاره نمود. به نظر می‌رسد انبوه کارهای دراماتیک آهنگساز ولزی، کارل جنکینز از نظر نمایشی بازگشتی به کارهای (کارل) ارف دارد. موسیقی جیمز مک میلان نیز به سنت‌شکنی در ساخت کارهای کرال که با بریتن، والتن، لایتن در بریتانیا آغاز شده بود، ادامه می‌دهد. هم‌زمان آهنگسازان درجه اول موسیقی رسانه‌ای چون: جان ویلیامز و کنتارو ساتو و همچنین آهنگسازان برجسته موسیقی ارکستری مانند: آگوستا رید توماس، سوفیا گوبایدولینا، آرون جی کرنیس و توماس ایدس با ساخته‌هایشان کمک‌های شایانی به کارنامه کارهای کرال نمودند.
البته در این میان آثار مجامعی که ریشه در موسیقی کلاسیک کنسرتی ندارند نیز در غنی کردن کارنامه کرال و همچنین ارائه رویکردهای نو برای آهنگسازان نقشی بارز داشته‌اند:
- در اواخر قرن نوزدهم گروه‌های کر مردان با اقدامات کارگران معدن زغال سنگ جنوب ولز با محبوبیتی روزافزون روبرو شد، که حاصل آن تأسیس گروه‌های کر متعددی از جمله Treorchy Male Choir، Morriston Orpheus Choir و Cor Meibion Pontypridd Male voice choirs بود. با وجود رکود صنعت استخراج زغال سنگ در ولز و درگذشت بسیاری از افرادی که در شکل‌گیری و رشد این گروه‌ها تأثیرگذار بودند، ولی همچنان بسیاری از این گروه‌های کر به کار خود ادامه می‌دهند و به عنوان بخشی سنتی از فرهنگ ولز به‌شمار می‌روند و در سطح بین‌المللی به اجرا می‌پردازند. البته باید به این نکته نیز اشاره کرد که تمام این گروه‌های کر بر اساس فعالیت‌های کارگران ولزی استخراج زغال سنگ پدید نیامدند. به عنوان مثال شکل‌گیری برخی از آن‌ها از باشگاه‌های راگبی بود؛ مانند Cardiff Arms Park Male Choir و گروه کر باشگاه راگبی موریستُن؛ یا گروه‌هایی دیگر چون: Pontarddulais Male Choir که از گروه کر جوانان تشکیل شد.
- آفریقایی‌های حاضر در آمریکا که به بردگی گرفته شده بودند، ژانری نو موسوم به موسیقی‌های روحانی سیاهان[و ۶۲] به وجود آوردند. گروه خوانندگان جوبیلی دانشگاه فیسک با تورهایی که برگزار نمودند، این قطعات را به رپرتوار قطعات کنسرتی افزودند و تنظیم‌هایی از این قطعات به عنوان بخشی از رپرتوار استاندارد کارهای کرال تبدیل شده‌اند. ویلیام ال. داوسِن،[و ۶۳] جستر هِیرستُن[و ۶۴] و موزِس هوگان[و ۶۵] از آهنگسازان و تنظیم‌کننده‌های برجسته این سنت هستند.
- در اواسط قرن بیستم، کوارتت‌های باربرشاپ دست به آزمایش‌هایی برای ترکیب آنسامبل‌های بزرگتر و تشکیل گروه‌های کری زدند که موسیقی چهاربخشی باربرشاپ را اجرا کنند. این تلاش‌ها غالباً با صحنه‌پردازی، رقص‌پردازی و طراحی لباس همراه است. اولین مسابقات بین‌المللی گروه‌های کر باربرشاپ در سال ۱۹۵۳ برگزار شد و تا به امروز نیز ادامه دارد.
- یکی از زمینه‌های اصلی رشد جنبش کرال در اواخر قرن بیستم میلادی، در نتیجه اقدامات گروه‌های کر دگرباش‌های جنسی بوده‌است. شکل‌گیری چنین گروه‌هایی حدوداً به سال ۱۹۷۹ بازمی‌گردد، که در ظرف چند ماه گروه‌های کر مردان همجنس‌گرا در شهرهای بزرگ ایالات متحده همچون: نیویورک، لس‌آنجلس، سیاتل و دالاس تأسیس شدند. در طول ربع قرن گذشته، تعداد چنین گروه‌هایی؛ گروه کر مردان، زنان یا مختلط، در حد انفجار افزایش یافته‌است. انجمن گروه‌های کر همجنس‌گرایان زن و مرد به عنوان گروهی همبند، هم‌اکنون در سرتاسر جهان بیش از صد گروه کر عضو دارد.

البته گروه کرال فقط مخصوص به کلیساها و مسیحیان نیست؛ مثلاً گروه کرال گلبانگ یزد که یکی از بهترین گروه‌های کرال د ایران است

## یادداشت
1. ↑  chorale؛ استفاده از این واژه به معنای گروه کر بیشتر در انگلیسی آمریکایی رایج است.
2. ↑  لاتین: به معنای امیدی به هیچ‌کس دیگر. خط اول موتت با این جمله شروع می‌شود: هرگز به جز تو به کس دیگری امید نبسته‌ام.
3. ↑  یکی از سرودهای مذهبی قرن ۱۳ کلیسای کاتولیک رومی است که به ستایش مریم مقدس می‌پردازد. نام این شعر که به زبان لاتین سروده شده، چیزی نزدیک به "مادرِ غمگین ایستاد" است. در خط اول آن می‌خوانیم: مادرِ غمگین اشک‌ریزان در کنار صلیبی که فرزندش از آن آویزان بود، ایستاده بود.
4. ↑  Kantorei در زبان آلمانی به موسیقی‌دانان کلیسای پروتستان آلمانی گفته می‌شود؛ به گفته دیگر: موسیقی‌دانانی که با رهبری Kantor (کانتور) به اجرا می‌پردازند. باخ نیز زمانی که در لایپزیگ به سر می‌برد، سمت کانتور را در کلیسای Thomaskirche بر عهده داشت.
5. ↑  sight-read؛ در زبان ایتالیایی "parlati" گفته می‌شود
6. ↑  part song؛ همان‌طور که در مقاله همسنگ در ویکی‌پدیای انگلیسی می‌خوانیم، ترجمه دقیق برای این واژه در زبان‌های دیگر یافت نمی‌شود، ولی در کل part song یا part-song به فرمی از موسیقی کرال گفته می‌شود که مضمونی غیرمذهبی دارد و عموماً برای گروه‌های کر چهار بخشی (SATB) نوشته می‌شود. اگرچه ممکن است برای گروه‌های کر زنان یا مردان نیز نوشته شود. در جایی دیگر می‌خوانیم: "part-song" قطعه‌ای هموفونیک برای گروه کر است که ملودی اصلی آن به بخش بالایی (به عنوان مثال: سوپرانو) داده می‌شود.
7. ↑  از آنجا که باخ مسئولیت نوشتن موسیقی برای ۴ کلیسا را بر عهده داشت و در یادداشت خود به انجمن محلی لایپزیگ درخواست در اختیار گرفتن ۱۲ خواننده را داده بود.
8. ↑  Щедрик یا "شِدریک" در زبان اوکراینی به معنای بخشنده یا باسخاوت است.

## واژه‌نامه (چندزبانه)
1. ↑  choir
2. ↑  chorus
3. ↑  woodwind choir
4. ↑  oratorio
5. ↑  mass
6. ↑  choirmaster
7. ↑  Thomas Tallis
8. ↑  a cappella
9. ↑  Western Rite
10. ↑  liturgy
11. ↑  liturgical year
12. ↑  Male choirs
13. ↑  treble
14. ↑  boy soprano
15. ↑  falsetto
16. ↑  countertenor
17. ↑  Men's choirs
18. ↑  Male Chorale
19. ↑  barbershop quartet
20. ↑  Choeur de chambre du Canada
21. ↑  The Bacchae
22. ↑  The Seikilos epitaph
23. ↑  Oxyrhynchus hymn
24. ↑  Hecyra (The Mother-in-Law)
25. ↑  Publius Terentius Afer; better known in English as Terence
26. ↑  clausulae
27. ↑  conductus
28. ↑  Luca della Robbia
29. ↑  mass
30. ↑  motet
31. ↑  Guillaume Dufay
32. ↑  Josquin des Prez
33. ↑  Giovanni Pierluigi da Palestrina
34. ↑  William Byrd
35. ↑  Herbert Howells
36. ↑  thoroughbass or figured bass
37. ↑  basso seguente
38. ↑  Vespers
39. ↑  Heinrich Schütz
40. ↑  Giovanni Gabrieli
41. ↑  stile antico
42. ↑  رکوئیم آلمانی
43. ↑  دوران کودکی مسیح
44. ↑  صلح بر روی زمین
45. ↑  سه بار و هزار سال
46. ↑  sprechstimme
47. ↑  از اعماق
48. ↑  Rilke
49. ↑  وقتی شکوفه یاس‌های بنفش در حیاط خانه باقی می‌ماند
50. ↑  پنج سرود برگردان
51. ↑  Lux Aeterna
52. ↑  Five Flower Songs
53. ↑  Rejoice in the Lamb
54. ↑  Motets pour le temps de noël
55. ↑  Carmina Burana
56. ↑  Song for Athene, also known as "Alleluia
57. ↑  Desert Music
58. ↑  Einstein on the Beach
59. ↑  The Death of Klinghoffer
60. ↑  Little Match Girl Passion
61. ↑  Chinese Myths Cantata
62. ↑  Black Spirituals
63. ↑  William Dawson
64. ↑  Jester Hairston
65. ↑  Moses Hogan